# Perros de paja
"Perros de paja" es una expresión, dicho o frase hecha, para referirse a aquellos que aparentan fuerza y poder y ocultan en realidad una naturaleza hueca y falsa. También para aquellos a quienes se utiliza para un fin sin su conocimiento. En España se les suele llamar peleles (muñecos hechos rellenando con paja ropas de persona) en lugar de usar la expresión perros de paja.
La expresión "perros de paja" se utiliza para designar a los proyectos comerciales falsos y aparentemente distintos que se presentan junto a uno "bueno" o "verdadero" con el objeto de que este triunfe y los otros fracasen. También designa a la persona o grupo que se escoge como persona interpuesta, testaferro o intermediario ante una operación ilegal y también puede referirse a quien se convierte en chivo expiatorio o cabeza de turco, a quien culpar ante un acontecimiento criminal, ilegal o desafortunado.

## Perros de pajaen el Dào Dé Jing
La frase hecha perros de paja aparece en el Tao Te King (en chino, Dào Dé Jing), el libro más importante del Taoísmo, obra de Lao Tse escrita en el año 600 a. C.. Emplea la expresión para referirse al tratamiento que Cielo y Tierra (universo, yin y yang) da a todas las cosas, entre ellas a los hombres:

El Cielo y la Tierra no tienen benevolencia,
 para ellos los seres sólo son perros de paja.
El sabio no tiene benevolencia,
 para él las gentes del pueblo sólo son perros de paja.
Tao Te Ching, Lao Tse -V 49 A12-

Otra versión del mismo texto:

Cielo-y-Tierra no tiene sentimientos:
 trata todas las cosas como perros de paja. 
El Sabio no tiene sentimientos:
 trata a toda su gente como perros de paja.
Tao Te King, Lao Tse

En la China antigua los perros de paja (muñecos imitando perros que eran rellenados de paja) se utilizaban para las ceremonias rituales. Estos muñecos eran una ofrenda a los dioses por lo que eran tratados, durante el ritual, con la mayor de las reverencias pero, una vez acabado, cuando ya no eran necesarios, eran pisoteados y abandonados.
Como señala Alfonso Colodrón, interpretando las palabras de Lao Tse: 

El hombre occidental es ahora antropocéntrico de otra manera: intenta explotar la tierra a su favor y entender las leyes del cosmos y de la naturaleza para beneficiarse en su exclusivo provecho. Las personas sabias, que ya no son una pequeña minoría reverenciada, pueden tratar a todo el mundo con la ecuanimidad del universo, sin hacer diferencias de sexo, raza, religión, clase social, edad, nacionalidad o lengua, pues algo nos une a todos: la transitoriedad de esta vida, el ser mortales. Tao te ching: el libro del equilibrio. Alfonso Colodrón.

## Perros de pajade John N. Gray
El libro de John N. Gray Perros de paja toma la expresión como título de la obra, en el sentido que tenía en el Tao Te King pero reinterpretado a la luz de la posición antropocentrista del mundo contemporáneo que ya señala en su libro Alfonso Colodrón y que también recoge James Lovelock en su Hipótesis de Gaia.